# لين موريس
لين موريس (بالإنجليزية: Lynn Morris)‏ (1954)؛ روائية أمريكية، وهي ابنة الروائي غيلبرت موريس الذي شاركها في كتابة عدد من سلسلاتها الروائية. وقد عُرِفت لين بأعمالها الروائية المسيحية.